# Лазовка (приток Киевки)
Лазо́вка (до 1972 года — Вангоу) — река в Лазовском районе Приморского края. Берёт начало на юго-западных склонах хребта Сихотэ-Алинь, течёт на юго-восток и у села Лазо двумя рукавами впадает в реку Киевка.
Длина реки — 54 км, площадь водосборного бассейна — 802 км², общее падение реки 940 м, средний уклон 17,4 ‰.
Основные притоки: Шумный ключ (длина 14 км), Печной ключ (13 км), Марков ключ (15 км), Герасимов ключ (24 км), Пасечная (24 км).
Населённые пункты на реке: Зелёный (в верховьях), районный центр Лазо (вблизи устья).